# Echte Hasen
Die Echten Hasen (Lepus) sind die artenreichste Gattung innerhalb der Familie der Hasen (Leporidae). Sie umfasst etwa 30 Arten, deren Verbreitungsgebiete in Europa, Asien und Nordamerika liegen und von denen sechs auch oder ausschließlich in Europa heimisch sind.

## Beschreibung
Echte Hasen haben im Vergleich zu anderen Hasenartigen sehr lange Hinterbeine, die rund doppelt so lang sind wie die Vorderbeine, und sehr große Ohren. Der Schädel ist dünner als bei anderen Hasenartigen. Das Nasenbein ist vorn nicht verbreitert und ein Supraorbitalfortsatz ist vorhanden. Die Arten haben vier obere Schneidezähne, die beiden vorderen sind groß, die direkt dahinter liegenden klein. Die Kopf-Rumpf-Länge liegt in der Regel zwischen 40 und 70 Zentimeter, der kurze Schwanz wird drei bis zehn Zentimeter lang. Das Gewicht beträgt zwischen 1,3 und 7 Kilogramm, Weibchen sind meist größer und schwerer als Männchen. Bei vielen Arten, die in arktischen Regionen leben, ist das Winterfell weiß.

## Verbreitung und Lebensraum
Echte Hasen sind in Eurasien, Afrika und in Nordamerika bis ins südliche Mexiko heimisch. Feldhasen und andere Arten wurden aber vom Menschen unter anderem in Australien, Neuseeland und dem südlichen Südamerika (Argentinien, Chile) eingebürgert, so dass die Gattung heute nahezu weltweit verbreitet ist. Die Arten leben überwiegend in offenen, wenig bewaldeten Landschaften. Die bewohnten Lebensräume und die Lebensweise sind bei allen Arten recht einheitlich, so dass die Verbreitungsgebiete der Arten unter natürlichen Bedingungen jeweils parapatrisch sind.

## Lebensweise
Echte Hasen graben keine oder nur sehr einfache unterirdischen Baue. Sie ruhen meist in einer durch Pflanzenwuchs gut gedeckten flachen Bodenmulde, die in der Jägersprache als „Sasse“ bezeichnet wird. Die Tiere ernähren sich wie alle Hasenartigen fast ausschließlich pflanzlich. Die Jungtiere sind ausgesprochene „Nestflüchter“, sie werden behaart und sehend geboren und können sich schon wenige Minuten nach der Geburt fortbewegen.

## Systematik

### Einordnung
Die Echten Hasen werden als Gattung Lepus den Hasen (Leporidae) zugeordnet. Die wissenschaftliche Erstbeschreibung der Gattung erfolgte 1891 durch Linnaeus 1758 im ersten Band der 10. Auflage der Systema Naturae mit dem Schneehasen (Lepus timidus) als Typusart.
Der wissenschaftliche Gattungsname Lepus ist das lateinische Wort für Hase.
Auf der Basis von molekularbiologischen Daten wurde von Conrad A. Matthee et al. 2004 ein Kladogramm entwickelt, das die phylogenetischen Verwandtschaften der Gattungen innerhalb der Hasen zueinander darstellt. Demnach werden die Echten Hasen einem Taxon bestehend aus den Baumwollschwanzkaninchen (Gattung Sylvilagus), dem Zwergkaninchen (Brachylagus idahoensis), dem Wildkaninchen (Oryctolagus cuniculus), dem Borstenkaninchen (Caprolagus hispidus), dem Buschmannhasen (Bunolagus monticularis) und dem Ryukyu-Kaninchen (Pentalagus furnessi) gegenübergestellt.

### Arten
Die Systematik innerhalb der Gattung wird seit langem kontrovers diskutiert, die Anzahl der Arten und Unterarten ist daher je nach Autor unterschiedlich. Die folgende Zusammenstellung richtet sich im Wesentlichen nach Wilson und Reeder. Sie ordnet die Arten nach ihrem Verbreitungsgebiet und spiegelt nicht die verwandtschaftlichen Verhältnisse wider. 
Eurasische Arten

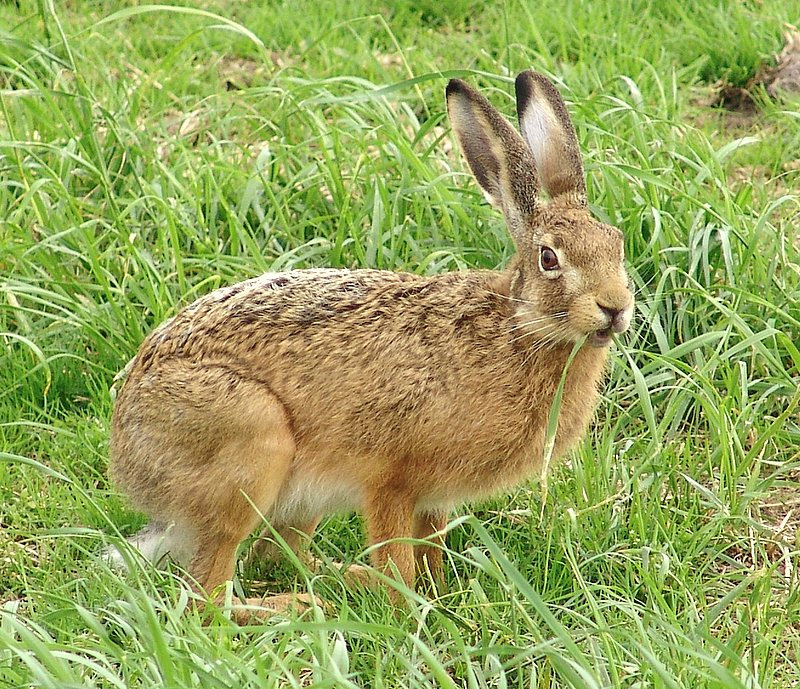
Der Feldhase ist die am weitesten verbreitete Art der Hasen in Europa und Asien.

- Der Burmesische Hase (L. peguensis) ist in Myanmar und Südostasien beheimatet.
- Der Castroviejo-Hase (L. castroviejoi) wurde erst 1977 als Art beschrieben, er lebt in einem kleinen Gebiet in Nordspanien.
- Der Chinesische Hase (L. sinensis) bewohnt den ganzen Süden Chinas sowie das nördliche Vietnam.
- Der Feldhase (L. europaeus) aus Europa und Westasien ist der bekannteste und neben dem Schneehasen einzige in Mitteleuropa lebende Vertreter der Echten Hasen.
- Der Hainan-Hase (L. hainanus) ist auf der zu China gehörenden Insel Hainan endemisch. Die Art gilt als gefährdet.
- Der Iberische Hase (L. granatensis) ist auf die Iberische Halbinsel beschränkt.
- Der Korea-Hase (L. coreanus) lebt in Korea und in der Mandschurei.
- Der Korsika-Hase (L. corsicanus) ist im mittleren und südlichen Italien heimisch, nach Korsika wurde er eingeführt.
- Der Kurzschwanz- oder Japanische Hase (L. brachyurus) ist in Japan verbreitet. In den nördlichen Regionen verfärbt sich ihr Fell im Winter weiß.
- Der Wüstenhase (Lepus tibetanus)
- Der Mandschurische Hase (L. mandshuricus) kommt im südöstlichen Russland und in Nordostchina vor.
- Der Schneehase (L. timidus) lebt im nördlichen Eurasien und ist bekannt für seinen Farbwechsel des Felles.
- Der Schwarznackenhase (L. nigricollis) war ursprünglich auf den Indischen Subkontinent beschränkt, auf Java, Mauritius und Réunion wurde er eingeführt.
- Der Tibetanische Wollhase (L. oiostolus) ist durch ein langes, wolliges Fell gekennzeichnet. Die Art lebt im Hochland von Tibet.
- Der Tolai-Hase (L. tolai) lebt in Zentralasien vom Kaspischen Meer bis ins westliche China.
- Der Yarkand-Hase (L. yarkandensis) ist ein Bewohner der Taklamakan-Wüste im chinesischen Autonomen Gebiet Xinjiang.
- Der Yunnan-Hase (L. comus) kommt im südlichen China (in den Provinzen Yunnan und Guizhou) vor

Afrikanische Arten

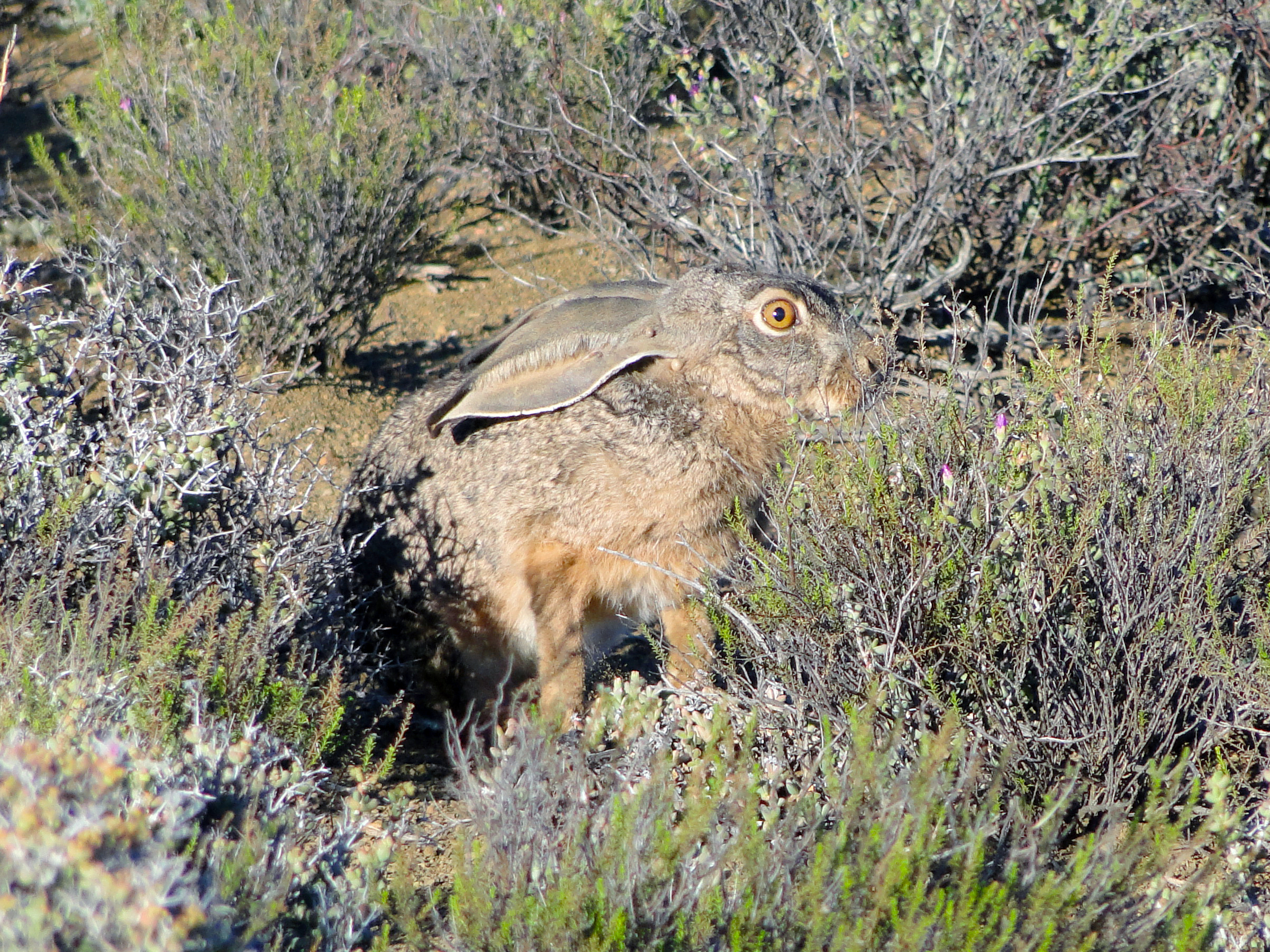
Der Kaphase lebt in Teilen Afrikas und Vorderasiens.

- Der Abyssinische Hase (L. habessinicus)
- Der Kaphase (L. capensis), der eng mit dem Feldhasen verwandt ist, bewohnt große Teile Afrikas und des südwestlichen Asiens und kommt auch auf Sardinien vor.
- Der Savannen- oder Mosambik-Hase (L. microtis, Syn.: L. victoriae) ist in großen Teilen Afrikas (von Mauretanien und Sudan bis Südafrika) sowie in einer isolierten Population in Algerien verbreitet.
- Der Buschhase (L. saxatilis) ist relativ dunkel und langohrig. Er lebt in Namibia und Südafrika.
- Der Äthiopische Hase (L. fagani) kommt im westlichen Äthiopien vor. Über diese Art ist kaum etwas bekannt.
- Der Äthiopische Hochlandhase (L. starcki) bewohnt ausschließlich das Bergland im zentralen Teil Äthiopiens.

Nordamerikanische Arten

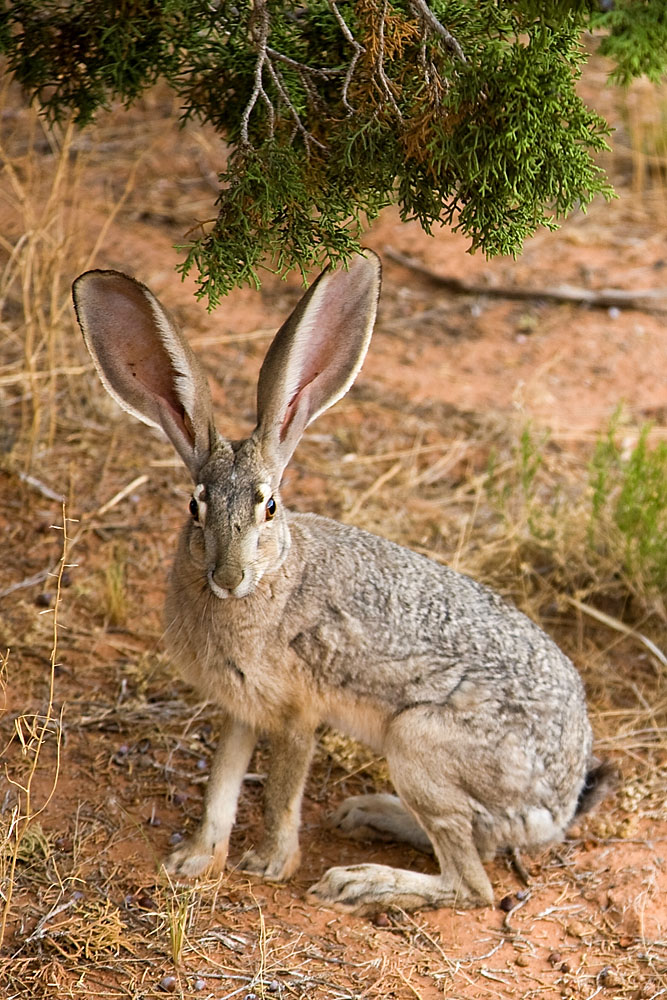
Der durch seine langen Ohren gekennzeichnete Eselhase ist im Westen der USA und im nördlichen Mexiko verbreitet.

- Der Alaskahase (L. othus) lebt im westlichen und südwestlichen Alaska.
- Der Polarhase (L. arcticus) ist in Grönland und Nordkanada beheimatet. Beide Arten gelten als enge Verwandte des Schneehasen.
- Der Schneeschuhhase (L. americanus) ist nach seinen breiten Pfoten benannt; er lebt in ganz Nordamerika.
- Der Präriehase (L. townsendii) bewohnt vorwiegend Grasland im Mittleren Westen der USA und im südlichen Kanada.
- Der Eselhase (L. californicus) ist nach seinen langen Ohren benannt. Er lebt im westlichen Teil der USA und im nördlichen Mexiko.
- Der Tamaulipas-Eselshase (L. altamirae) kommt nur in einem kleinen Gebiet im mexikanischen Bundesstaat Tamaulipas vor.[4]
- Der Antilopenhase (L. alleni) ist der größte und schwerste Vertreter der Echten Hasen. Er bewohnt ein kleines Gebiet in Arizona und dem nordwestlichen Mexiko.
- Der Espiritu-Santo-Hase (L. insularis) ist auf der Insel Espiritu Santo bei Niederkalifornien endemisch. Er ist durch sein fast schwarzes Fell gekennzeichnet.
- Der Weißflankenhase (L. callotis) lebt im US-Staat New Mexico und im nördlichen Mexiko. Der Verlust seines Lebensraums führt dazu, dass diese Art gefährdet ist.
- Der Tehuantepec-Hase (L. flavigularis) zählt zu den seltensten Hasen. Er lebt nur in einem kleinen Gebiet in Mexiko und gilt als bedroht.

Aus dem Flusstal der Ogorocha, einem Zufluss der Indigirka im nördlichen Sibirien, stammt eine 64 cm lange Eismumie eines Hasen, die der Art Lepus tanaiticus angehört. Das Individuum lebte im ausgehenden Jungpleistozän. Lepus tanaiticus gilt als eng mit dem Schneehasen verwandt und wird teilweise, basierend auf genetischen Daten, auch als dessen Unterart geführt. Die Form starb im Mittleren Holozän aus.